# Nicolas Gillet
Pour les articles homonymes, voir Gillet.
Nicolas Gillet,  né le 8 novembre 1976 à Brétigny-sur-Orge, est un footballeur international français évoluant au poste de défenseur de 1997 à 2012.

## Biographie
Ce défenseur central athlétique (1,88 m) commence sa carrière à l'ASPTT Nantes football, où il passe six saisons. Supervisé à plusieurs reprises par le FC Nantes, il inscrit un but du milieu de terrain contre les Canaris, qu'il rejoint ensuite. 
Il passe quinze ans au FC Nantes. Sa régularité est couronnée par plusieurs titres et une sélection en équipe nationale. En 2004, son contrat s'achève à Nantes et le club tergiverse avant de lui faire une proposition tardive. Gillet qui ne se voyait pourtant pas partir de Nantes "prend un gros coup sur la tête"devant les hésitations du club et décide de quitter les Canaris.  
Approché par Saint-Etienne, Rennes et Lens, il opte pour Lens qui le suivait depuis plusieurs mois. Toujours fidèle, apprécié pour son professionnalisme, il ne réussit toutefois pas à retrouver son niveau nantais, étant relégué comme second choix en défense. 
Lors l'été 2007, il signe au HAC et s'impose dès le début de la saison comme le patron de la défense, fort de son expérience, en s'offrant même le luxe d'être un buteur. 
À la fin de la saison 2009/2010, il annonce sa volonté de quitter le club afin de relever un nouveau défi. Le 18 juin 2010, il signe à l'Angers SCO. Le 21 juin 2012, il résilie son contrat à l'amiable.

## Statistiques

### En club
| Saison      | Club        | Pays   | Championnat | Championnat | Championnat | Championnat  | Championnat  | Coupe d'Europe | Coupe d'Europe | Coupe d'Europe |
| Saison      | Club        | Pays   | Division    | Matchs      | Buts        | Cartons      | Cartons      | Type           | Matchs         | Buts           |
| ----------- | ----------- | ------ | ----------- | ----------- | ----------- | ------------ | ------------ | -------------- | -------------- | -------------- |
| Saison      | Club        | Pays   | Division    | Matchs      | Buts        | Carton jaune | Carton rouge | Type           | Matchs         | Buts           |
| 1997 - 1998 | FC Nantes   | France | Division 1  | 3           | 0           | 1            | 0            | -              | -              | -              |
| 1998 - 1999 | FC Nantes   | France | Division 1  | 17          | 1           | 1            | 0            | -              | -              | -              |
| 1999 - 2000 | FC Nantes   | France | Division 1  | 25          | 1           | 4            | 0            | C3             | 6              | 0              |
| 2000 - 2001 | FC Nantes   | France | Division 1  | 27          | 1           | 4            | 0            | C3             | 8              | 3              |
| 2001 - 2002 | FC Nantes   | France | Division 1  | 25          | 0           | 3            | 0            | C1             | 8              | 0              |
| 2002 - 2003 | FC Nantes   | France | Ligue 1     | 33          | 6           | 5            | 1            | -              | -              | -              |
| 2003 - 2004 | FC Nantes   | France | Ligue 1     | 19          | 2           | 1            | 0            | -              | -              | -              |
| 2004 - 2005 | RC Lens     | France | Ligue 1     | 33          | 1           | 5            | 0            | -              | -              | -              |
| 2005 - 2006 | RC Lens     | France | Ligue 1     | 16          | 1           | 3            | 0            | C3             | 6              | 0              |
| 2006 - 2007 | RC Lens     | France | Ligue 1     | 8           | 0           | 1            | 0            | C3             | 7              | 0              |
| 2007 - 2008 | Le Havre AC | France | Ligue 2     | 31          | 4           | 4            | 0            |                |                | -              |
| 2008 - 2009 | Le Havre AC | France | Ligue 1     | 20          | 0           | 1            | 0            |                |                | -              |
| 2009 - 2010 | Le Havre AC | France | Ligue 2     | 34          | 2           | 6            | 1            |                |                | -              |
| 2010 - 2011 | Angers SCO  | France | Ligue 2     | 24          | 1           | 3            | 0            |                |                | -              |
| 2011 - 2012 | Angers SCO  | France | Ligue 2     | 2           | 0           | 0            | 0            |                |                | -              |

### Matchs internationaux
| Matchs internationaux de Nicolas Gillet | Matchs internationaux de Nicolas Gillet | Matchs internationaux de Nicolas Gillet | Matchs internationaux de Nicolas Gillet | Matchs internationaux de Nicolas Gillet | Matchs internationaux de Nicolas Gillet          | Matchs internationaux de Nicolas Gillet |
| #                                       | Date                                    | Lieu                                    | Adversaire                              | Résultat                                | Compétition                                      | Notes                                   |
| --------------------------------------- | --------------------------------------- | --------------------------------------- | --------------------------------------- | --------------------------------------- | ------------------------------------------------ | --------------------------------------- |
| 1                                       | 1er juin 2001                           | Stade de Daegu, Daegu, Corée du Sud     | Australie                               | D 0 - 1                                 | Premier tour de la Coupe des confédérations 2001 | Titulaire.                              |

## Palmarès

### En équipe de France
- Vainqueur de la Coupe des Confédérations en 2001

### En club
- Champion de France en 2001 avec le FC Nantes
- Vainqueur de la Coupe de France en 1999 et 2000 avec le FC Nantes
- Champion de France de Ligue 2 en 2008 avec le Havre AC
- Vainqueur du Trophée des Champions en 1999 et 2001 avec le FC Nantes
- Vainqueur de la Coupe Intertoto en 2005 avec le RC Lens
- Finaliste du Trophée des Champions en 2000 avec le FC Nantes
- Finaliste de la Coupe de la Ligue en 2004 avec le FC Nantes